# Lica Gheorghiu

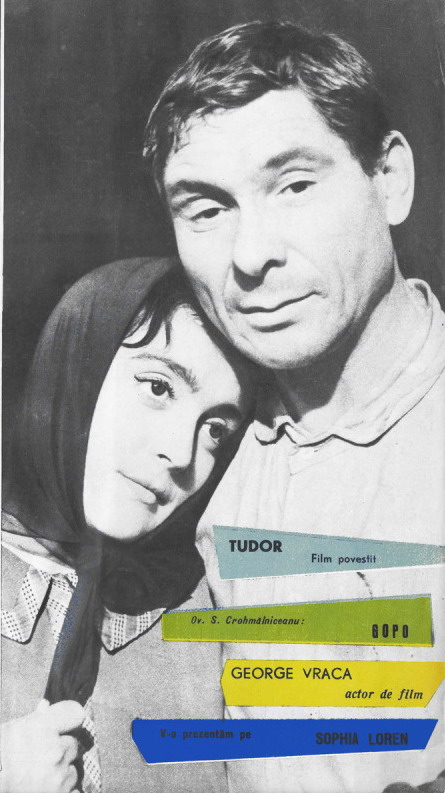
Lica Gheorghiu și Colea Răutu în Lupeni 29 (1962).

Lica Gheorghiu (nume la naștere Vasilica Gheorghiu; n. 15 martie 1928, Galați – d. 19 martie 1987, Budapesta) a fost o actriță română de teatru și film, fiica dictatorului român Gheorghe Gheorghiu-Dej. 

## Biografie
Lica Gheorghiu era fiica cea mare a lui Gheorghe  Gheorghiu-Dej (1901-1965). A fost măritată cu juristul Marcel Popescu, ministru-adjunct al comerțului, cu care a avut trei copii. Lica a avut o relație cu medicul Gheorghe Plăcințeanu. Această relație a fost dezavuată de Gheorghiu-Dej, care a căutat pe toate căile să o destrame și să împiedice planurile de căsătorie ale celor doi. Folosindu-se de aparatul represiv al Securității, Gheorghe Gheorghiu-Dej, prin intermediul lui Alexandru Drăghici și al adjunctului său, Vasile Negrea, i-a supravegheat pe cei doi, încercând să-l compromită pe doctorul Plăcințeanu și să strângă probe în scopul constituirii unui dosar penal pentru a-l condamna și, în acest fel, a-i separa pe cei doi. Lica Gheorghiu a fost căsătorită și cu Gheorghe Rădoi, dar a divorțat și de el. După moartea tatălui ei, Vasilica și-a pierdut notorietatea publică. A decedat în 1987.

## Carieră
Lica Gheorghiu  a primit roluri importante în câteva filme românești: Erupția, Avalanșa, Tudor, Soldați fără uniforme, De-aș fi... Harap Alb. A jucat în compania celor mai mari nume ale vremii din cinematografia română: George Calboreanu, George Vraca, Alexandru Giugaru, Ștefan Ciubotărașu, Colea Răutu, Emanoil Petruț, Gheorghe Dinică, George Motoi. A primit premiul de interpretare feminină la primul festival al filmului românesc de la Mamaia (1964) pentru rolul principal jucat în filmul Lupeni '29, regizat de Mircea Drăgan, împărțind acest premiu cu actrița Irina Petrescu.

## Filmografie
- Erupția (1957)
- Avalanșa (1959)
- Soldați fără uniformă (1961)
- Lupeni 29 (1962)
- Tudor (1963) - boieroaica Aristița Glogoveanu
- Procesul alb (1965) - Tina, soția lui Dumitrana
- De-aș fi... Harap Alb (1965) - Zâna
- Răscoala (1966) - soția învățătorului Dragoș (secvențe eliminate la montaj)

## Imagini

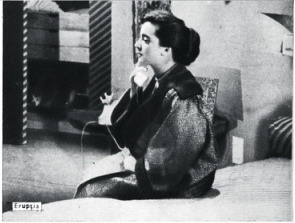
Lica Gheorghiu în Erupția (1957)
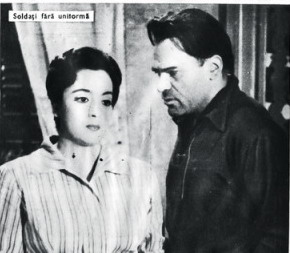
Lica Gheorghiu și Liviu Ciulei în Soldați fără uniformă (1960)
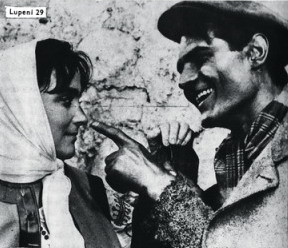
Lica Gheorghiu în Lupeni 29 (1962)
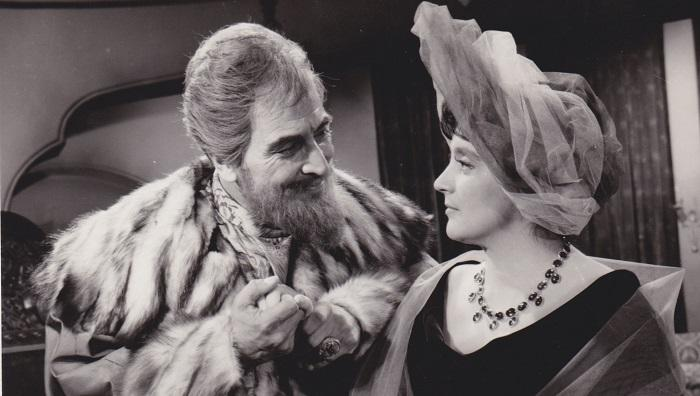
Lica Gheorghiu și George Vraca în filmul Tudor (1963)

## Legături externe
- Lica Gheorghiu la IMDb.com
- Lica Gheorghiu la CineMagia.ro